# 高偉凱
高偉凱（1971年12月30日—），臺灣勞工運動家，勞動黨籍。建國中學、臺灣大學哲學所碩士畢。現任勞動黨桃竹苗勞服中心總幹事、新竹縣產業總工會兼任秘書、新竹縣教師會總幹事、新竹計程車第一無線236、女工合唱團伴奏，曾任新竹縣第17、18屆縣議員、新竹縣產業總工會總幹事、錸德科技副工程師、興達、耀文、華隆、大魯閣、碧悠、驊洲、五崧、鼎立等工會抗爭輔導員、華隆頭份退休自救會、渣打銀行工會、台積電受害員工自救會顧問。

## 簡歷
高偉凱在2009年新竹縣議員選舉中參選新竹縣第一選舉區，以「上班族的代言人」、「無塵衣工人團結」的訴求，獲得了4736票，當選議員，成為勞動黨第一位縣市議員。
2012年發生華隆罷工案，高偉凱亦身兼華隆工會顧問。
曾批評勞資關係不對等如同《哆啦A夢》裡的胖虎和大雄，勞方對僱主的要求不敢不從；官方通報機制像「警察坐在派出所裡等搶匪通報自己搶劫」，勞委會（今勞動部）應主動查察。
2014年，高偉凱再度參選新竹縣議員選舉，成為該黨全國唯一提名的縣議員。最後在第一選舉區中獲得5,827票，成功連任議員。

## 擔任縣議員
2011年10月19日，率眾前往竹科管理局丟水球抗議。高偉凱指出，接獲聯電員工檢舉公司強制加班違法後，科管局未會同工會進行勞動檢查，有幫聯電護航之嫌。科管局表示，突擊檢查已會同勞委會進行，聯電皆合法，且工會部分成員有利益衝突才未知會。
2014年9月16日，向監委劉德勳陳情，他認為建教生實際付出的勞務跟一般勞工沒兩樣，但薪水和福利待遇差很大，勞基法迄今沒區分「訓練、學習」和「付出勞務」有何不同，以致建教生超時「工作」成了超時「訓練」。他說，很多廠商會在跟學校、學生（家長）簽約後，另私下再跟學生（家長）訂定違法的新契約，例如：苛扣工資、超時工作、夜間工作等。高偉凱希望中央修法，提昇對建教學生勞動權益的保護。
在2014年10月28日的質詢中，高偉凱質詢縣長邱鏡淳工商發展投資策進會的功能，表示縣長也不知工策會的成員，甚至也不知招到什麼投資，結果1年1500萬的預算，讓這些人成了每天早上去各靈堂上香的人，高偉凱形容為捻香策進會，讓邱鏡淳答非所問。質詢過程被傳到FACEBOOK上「我是竹北人」粉絲團後，引起超過2萬人點閱，更有許多網友分享，引人側目，更被形容為電爆邱鏡淳。

### 反對派遣制度
高偉凱反對派遣制度，認為：派遣根本就該禁止。派遣只是把一百個正職工作機會變成二十個正職、八十個派遣。臺灣產業的工作職缺根本沒有增加，只是把工作機會變形，讓派遣公司合法「抽走」勞工本應拿到的薪資。同工不同酬、定期契約造成勞工就業不穩定、年資無法累計、無法享有孕假……等太多對派遣員不公的條件，派遣本身就違反《勞動基準法》規定。

### 辭職
因不滿新竹縣議會於2017年5月4日通過《新竹縣房屋稅徵收率自治條例》修正案，刪除非自住房屋2戶以下及3戶以上的差別稅率，與綠黨議員周江表示要與法案同進退，宣佈於同年7月1日辭去議員職務。